# Середнє арифметичне
Арифмети́чне сере́днє (в математиці і статистиці) — сума всіх фіксованих значень набору, поділена на кількість елементів набору. Якщо з контексту зрозуміло, про яке значення йде мова, тоді просто кажуть середнє. Термін середнє арифметичне вживають для того щоб виокремити використовуване значення від інших середніх величин, таких, наприклад, як середнє геометричне або середнє гармонійне.
Частковими випадками середнього арифметичного є середнє (генеральної сукупності) і вибіркове середнє (вибірки).
Середнє арифметичне використовується також в таких наукових областях як економіка, соціологія та історія. Більш того, можна сказати, що цей термін в певному сенсі присутній в кожній академічній дисципліні. Наприклад, дохід на душу населення обчислюється як національний дохід поділений на чисельність населення.
Хоча середнє значення часто використовують для опису центральних тенденцій, слід розуміти, що така характеристика не є надійною, оскільки суттєво залежить від граничних значень (значення, що суттєво відрізняються від більшості значень). Особливо, для асиметричних розподілів, наприклад, такого як розподіл доходів, для якого дохід декількох осіб значно вищий, ніж у більшості людей, і тому арифметичне середнє не відповідає поняттю «середнього» і медіана точніше описує центральну тенденцію.

## Визначення
Позначимо множину даних X = (x1, x2, …, xn), тоді вибіркове середнє зазвичай позначається горизонтальною рискою над змінною ({\displaystyle {\bar {x}}\,}, вимовляється «x з рискою»), як середнє із {\displaystyle n} значень {\displaystyle x_{1},x_{2},\ldots ,x_{n}}.
Для позначення середнього арифметичного всієї сукупності використовується грецька літера μ. Для випадкової величини, для якої визначено середнє значення, μ є ймовірне середнє значення або математичне сподівання випадкової величини. Якщо множина X є сукупністю випадкових чисел із ймовірним середнім μ, тоді для будь-якої вибірки xi із цієї сукупності μ = E{xi} є математичне сподівання цієї вибірки.
На практиці різниця між μ і {\displaystyle {\bar {x}}\,} у тому, що μ є типовою змінною, тому що бачити можна скоріше вибірку, ніж всю генеральну сукупність. Тому, якщо вибірку представляти випадковим чином (у термінах теорії ймовірностей), {\displaystyle {\bar {x}}\,} (але не μ) можна трактувати як випадкову змінну, котра має розподіл ймовірностей на вибірці (ймовірний розподіл середнього).
Обидві ці величини обчислюються одним і тим же способом:
{\displaystyle {\bar {x}}={\frac {1}{n}}\sum _{i=1}^{n}x_{i}={\frac {1}{n}}(x_{1}+\cdots +x_{n}).}
Якщо X — випадкова змінна, тоді математичне сподівання X можна розглядати як середнє арифметичне значень величини X. Це є проявом закону великих чисел. Тому вибіркове середнє використовується для оцінки невідомого математичного сподівання.
У елементарній алгебрі доведено, що середнє n + 1 чисел більше середнього n чисел тоді і тільки тоді, коли нове число більше ніж старе середнє, менше тоді і тільки тоді, коли нове число менше середнього, і не змінюється тоді і тільки тоді, коли нове число дорівнює середньому. Чим більше n, тим менша різниця між новим і старим середніми значеннями.
Зауважимо, що існує кілька інших «середніх» значень, в тому числі середнє степеневе, квазі-арифметичне середнє, середнє гармонійне, і різноманітні середньо-зважені величини.
Арифметичне середнє не менше від геометричного середнього.

### Приклади
- Для трьох чисел необхідно додати їх і поділити на 3:

{\displaystyle {\frac {x_{1}+x_{2}+x_{3}}{3}}.}
- Для чотирьох чисел необхідно додати їх і поділити на 4:

{\displaystyle {\frac {x_{1}+x_{2}+x_{3}+x_{4}}{4}}.}
Або простіше 5+5=10, 10:2. Тому, що ми додавали 2 числа, а значить, скільки чисел додаємо, на стільки і ділимо.

### Неперервна випадкова величина
Для неперервно розподіленої величини {\displaystyle f(x)} середнє арифметичне на відрізку {\displaystyle [a;b]} визначається через визначений інтеграл:
{\displaystyle {\overline {f(x)}}_{[a;b]}={\frac {1}{b-a}}\int _{a}^{b}f(x)dx.}

## Деякі проблеми застосування середнього

### Відсутність робастності
Хоча середнє арифметичне часто використовується як середні значення або центральні тенденції, це поняття не належить до робастної статистики, що означає, що середнє арифметичне схильне до сильного впливу «великих відхилень». Зазначимо, що для розподілів з великим коефіцієнтом асиметрії середнє арифметичне може не відповідати поняттю «середнього», а значення середнього з робастної статистики (наприклад, медіана) може краще описувати центральну тенденцію.
Класичним прикладом є підрахунок середнього доходу. Арифметичне середнє може бути неправильно витлумачено як медіана, через що може бути зроблений висновок, що людей з великим доходом більше, ніж насправді. «Середній» дохід тлумачиться таким чином, що доходи більшості людей знаходяться поблизу цього числа. Цей «середній» (в сенсі середнього арифметичного) дохід є вищим, ніж доходи більшості людей, так як високий дохід з великим відхиленням від середнього робить сильний перекіс середнього арифметичного (на відміну від цього, середній дохід по медіані «чинить опір» такому перекосу). Однак, цей «середній» дохід нічого не говорить про кількість людей поблизу медіанного доходу (і не говорить нічого про кількість людей поблизу модального доходу). Проте, якщо легковажно віднестися до понять «середнього» і «більшість народу», то можна зробити неправильний висновок про те, що більшість людей мають доходи вищі, ніж вони є насправді. Наприклад, звіт про «середній» чистий дохід в Медині, штат Вашингтон, підрахований як середнє арифметичне всіх щорічних чистих доходів жителів, дасть на превеликий подив велике значення через Білла Гейтса. Розглянемо вибірку (1, 2, 2, 2, 3, 9). Середнє арифметичне дорівнює 3.17, але п'ять значень з шести нижче цього середнього.

### Складний відсоток
Якщо числа перемножувати, а не додавати, потрібно використовувати середнє геометричне, а не середнє арифметичне. Найчастіше цей казус трапляється при розрахунку окупності інвестицій у фінансах.
Наприклад, якщо акції в перший рік впали на 10 %, а другого року зросли на 30 %, тоді некоректно обчислювати «середнє» збільшення за ці два роки як середнє арифметичне {\displaystyle {\frac {-10\%+30\%}{2}}=10\%}; правильне середнє значення в цьому випадку дають сукупні щорічні темпи зростання, за якими річне зростання становить тільки близько 8,16653826392 % ≈ 8,2 %.
Причина цього в тому, що відсотки мають щораз нову стартову точку: 30 % — це 30 % від меншого, ніж ціна на початку першого року, числа: якщо акції на початку коштували $30 і впали на 10 %,то вони на початку другого року коштують $27. Якщо акції виросли на 30 %, то вони в кінці другого року коштують $35.1. Арифметичне середнє цього зростання 10 %, але оскільки акції виросли за 2 роки всього на $5.1, середнє зростання у 8,2 % дає кінцевий результат $35.1:
{\displaystyle \$30(1-0.1)(1+0.3)=\$30(1+0.082)(1+0.082)=\$35.1}. Якщо ж використовувати таким же чином середнє арифметичне значення 10 %, то ми не отримаємо фактичне значення: {\displaystyle \$30(1+0.1)(1+0.1)=\$36.3}.
Складний відсоток наприкінці 2 року: 90 % * 130 % = 117 %, тобто загальний приріст 17 %, а середньорічний складний відсоток {\displaystyle {\sqrt {117\%}}\approx 108.2\%} ({\displaystyle {\sqrt {1.17}}\approx 1.082}), тобто середньорічний приріст 8,2 %.

### Напрями
При розрахунку середнього арифметичного значень деякої змінної, що змінюється циклічно (наприклад, фаза або кут), слід виявляти особливу обережність. Наприклад, середнє чисел 1° і 359° дорівнюватиме {\displaystyle {\frac {1^{\circ }+359^{\circ }}{2}}=}180°. Це число невірне з двох причин.
- По-перше, міри кута визначені тільки для діапазону від 0° до 360° (або від 0 до 2{\displaystyle \pi } при вимірюванні в радіанах). Таким чином, ту ж пару чисел можна було б записати як (1° і -1°) або як (1° і 719°). Середні значення кожної з пар будуть відрізнятися: {\displaystyle {\frac {1^{\circ }+(-1^{\circ })}{2}}=0^{\circ }}, {\displaystyle {\frac {1^{\circ }+719^{\circ }}{2}}=360^{\circ }}.
- По-друге, в даному випадку, значення 0° (еквівалентне 360°) буде геометрично кращим середнім значенням, так як числа відхиляються від 0° менше, ніж від будь-якого іншого значення (у значення 0° найменша дисперсія). Порівняйте:
  - Число 1° відхиляється від 0° всього на 1°;
  - Число 1° відхиляється від обчисленого середнього, що дорівнює 180°, на 179°.

Середнє значення для циклічної змінної, розраховане за наведеною формулою, буде штучно зрушено щодо справжнього середнього значення до середини числового діапазону. Через це середнє розраховується іншим способом, а саме, як середнє значення вибирається число з найменшою дисперсією (центральна точка). Також замість віднімання використовується модульна відстань (тобто, відстань по колу). Наприклад, модульна відстань між 1° та 359° дорівнює 2°, а не 358° (на колі між 359° і 360° — один градус, між 0° і 1° — теж 1°, в сумі — 2°).